# 훌리오 델리 발데스
훌리오 세자르 델리 발데스(스페인어: Julio César Dely Valdés, 1967년 3월 12일 ~ )는 파나마의 전 축구 선수이자 축구 감독이다. 파나마 축구 국가대표팀을 맡아 2013년 CONCACAF 골드컵에서 준우승을 이끈 경험이 있다.